# حوزه انتخابیه قائمشهر، سوادکوه، جویبار، سوادکوه شمالی و سیمرغ
حوزهٔ انتخاباتی قائمشهر، سوادکوه، جویبار، سوادکوه شمالی و سیمرغ یکی از نه حوزه استان مازندران برای انتخابات مجلس شورای اسلامی است. این حوزه به مرکزیت قائمشهر ۲ نماینده دارد.

## فهرست نمایندگان
- دوره اول: جواد شیرازیان و احمد علیزاده
- دوره دوم: ابوطالب حبیبی و عبدالعلی قنبری قادیکلایی
- دوره سوم: ابوطالب حبیبی و صالح روحانی قادیکلایی
- دوره چهارم: صالح روحانی قادیکلایی و عسگری فقیه
- دوره پنجم: عزت‌الله اکبری تالارپشتی و علی معلمی
- دوره ششم: ولی‌الله رعیت و غلامرضا گرزین
- دوره هفتم: ولی‌الله رعیت و قربانعلی نعمت‌زاده
- دوره هشتم: سید علی ادیانی‌راد و عزت‌الله اکبری تالارپشتی
- دوره نهم: سید هادی حسینی و کمال علیپور خنکداری
- دوره دهم: عبدالله رضیان و سید علی ادیانی‌راد
- دوره یازدهم:کیوان مرادیان کوچکسرایی و کمال علیپور خنکداری
- دوره دوازدهم: عمران عباسی کالی و علی کشوری